# Satolampi
Satolampi eller Satulampi är en sjö i Finland. Den ligger i kommunen Sotkamo i landskapet Kajanaland, i den centrala delen av landet, 500 km norr om huvudstaden Helsingfors. Satolampi ligger 166,1 meter över havet. Den är 8,7 meter djup. Arean är 32,1 hektar och strandlinjen är 3,1 kilometer lång. Sjön  ingår i Uleälvens huvudavrinningsområde. 
I övrigt finns följande vid Satolampi:
- Sumsajärvi (en sjö)